# 나바호어
나바호어(Diné bizaad)는 아메리카 원주민인 나바호족의 언어로, 나데네어족 애서배스카어파에 속한다. 북아메리카에서 가장 사용 인구가 많은 아메리카 토착민 언어로서, 약 17만 명의 화자를 보유하고 있으며, 젊은 세대에게 전승되고 있는 몇 안 되는 아메리카 원주민 언어 중 하나이다.

## 현황
나바호어는 여전히 나바호족의 모든 연령대에서 활발히 사용되고 있으며, 전체 인구의 약 절반이 집에서 일상어로 사용한다. 많은 나바호족 부모가 그들의 자녀에게 나바호어를 전승하고 있으며, 이 때문에 나바호어는 아메리카 원주민 언어 중 예외적으로 사용 인구를 착실히 늘려 가고 있다. 그러나 나바호 인디언 보호구역 외에서는 잘 사용되지 않으며, 특히 도시로 진출한 나바호족 젊은이들은 금세 영어 사용에 동화되곤 한다. 이는 아메리카 원주민에 대한 정치경제적 자립이 이루어지지 않는 한 언어의 장기적인 발전이 어렵다는 것을 말해 준다. 소수이나 신문, 서적 및 간행물도 나바호어로 간행된다.

## 음운론

### 모음
나바호어에는 4종류의 모음: a, e, i, o이 있다. 각각의 모음은 단모음-장모음-비모음으로 변별된다.
- 단모음, a 와 e,
- 장모음, aa 와 ee,
- 비모음, ą 와 ęę,

나바호어는 4개의 음높이를 갖는 성조언어이다:
- 고성, áá 와 éé,
- 저성, aa 와 ee,
- 상성, aá 와 eé 또는
- 하성, áa 와 ée.

단/장/비모음과 4개의 성조가 결합하여 다양한 조합이 가능하다.
- ą́ą́ (장모음, 비모음, 고성).

### 자음
나바호어의 자음과 표준 정서법은 아래와 같다.
|        |        | 양순음 | 치경음    | 치경음    | 치경 구개음 | 연구개음 | 연구개음 | 성문음 |
| ------ | ------ | ------ | --------- | --------- | ----------- | -------- | -------- | ------ |
| 중앙음 | 측음   | 양순음 | 평음      | 순음화    | 치경 구개음 |          |          | 성문음 |
| 파열음 | 평음   | b [p]  | d [t]     |           |             | g [k]    |          | ʼ [ʔ]  |
| 파열음 | 기식음 |        | t [tx]    |           |             | q [kx]   | qw [kxʷ] |        |
| 파열음 | 방출음 |        | tʼ [tʼ]   |           |             | qʼ [kʼ]  |          |        |
| 파찰음 | 평음   |        | dz [ts]   | dl [tl]   | j [tʃ]      |          |          |        |
| 파찰음 | 기식음 |        | ts [tsʰ]  | tł [tɬʰ]  | ch [tʃʰ]    |          |          |        |
| 파찰음 | 방출음 |        | tsʼ [tsʼ] | tłʼ [tɬʼ] | chʼ [tʃʼ]   |          |          |        |
| 계속음 | 무성음 |        | s [s]     | ł [ɬ]     | sh [ʃ]      | qh [x]   | qhw [xʷ] | h [h]  |
| 계속음 | 유성음 |        | z [z]     | l [l]     | zh [ʒ]      | gh [ɣ]   | ghw [ɣʷ] |        |
| 비음   | 비음   | m [m]  | n [n]     |           |             |          |          |        |
| 접근음 | 접근음 |        |           |           | y [j]       |          | w [w]    |        |

무성음 짝인 ł과 달리 유성의 l은 음운학적으로 영어에서와 같이 접근음이다. 다른 북서 아메리카 인디언 언어와 같이 나바호어도 비교적 입술소리(순음)계열의 음운이 빈약하다.
나바호어 정서법에서 h는 두가지의 다른 소리를 하나의 글자로 나타낸다. h는 어간의 첫소리에서 [x]로, 접두사나 어간의 끝소리에서는 [h]로 소리난다.

## 문법
나바호어는 전형적인 포합어이며, 부분적으로 교착어적, 굴절어적 특징도 가진다. 나바호어는 동사가 특히 중요하며, 동사중심언어라고 불릴만 하다. 다른 언어에서 흔히 명사의 문법범주에 들어가는 단어들이 나바호어에서는 동사로 표현되며, 형용사는 별도의 문법범주가 아니라 동사의 일종이다. 나바호어의 동사활용은 대단히 복잡하여 모든 동사어간은 최소한 한 개의 접사를 갖는다.
| 분리 접사 | 연속 접사 | 동사 어간 |
동사에 붙는 접사의 범주는 총 11개에 이른다. 몇몇 접사는 하부분류까지 갖는다.
| 분리 접사     | 분리 접사     | 분리 접사              | 분리 접사 | 분리 접사 | 연속 접사  | 연속 접사 | 연속 접사              | 연속 접사 | 연속 접사 | 연속 접사 | 동사 어간 |
| ------------- | ------------- | ---------------------- | --------- | --------- | ---------- | --------- | ---------------------- | --------- | --------- | --------- | --------- |
| 0             | 1a            | 1b                     | 2         | 3         | 4          | 5         | 6                      | 7         | 8         | 9         | 10        |
| 전치사 목적어 | "제로 전치사" | 부사어구- 어간형성모음 | 반복      | 복수      | 직접목적어 | 지시사    | 부사어구- 어간형성모음 | 법- 시제  | 주어      | 분류사    | 어간      |

## 역사

### 나바호어 암호 통신자
제1차 세계대전과 제2차 세계대전 동안 미국 정부는 나바호어 사용자를 나바호어 코드 토커(code talker, 암호 통신자)로 고용했다. 이 나바호 군인과 선원들은 나바호 언어 기반의 코드를 사용하여 비밀 메시지를 전달했다. 전쟁이 끝난 후에도 코드는 깨지지 않았다.

미군은 1차 세계대전에서 쵹타우족과 코만치족의 언어를 사용하여 코드 토커를 운용하였다.

2차 세계 대전의 태평양 전쟁 당시 미군 당국은 나바호어 화자를 태평양 전선의 미군 통신병으로 배치하여, 나바호어로 된 암호를 운용하였다. 생소한 나바호어는 나치독일과 일본제국이 수집한 주요 적국의 언어에 해당하지 않아, 보안업무에 적합하였다. 이들 나바호인 통신병을 코드 토커라고 불렀으며, 종전까지 일본은 나바호어 암호를 해독하지 못했다.

### 식민지화
나바호족의 땅은 처음에는 17세기 초에 스페인의 식민지가 되었으며, 얼마 지나지 않아 이 지역은 스페인의 뉴스페인 부왕령의 일부로 합병되었다. 미국이 멕시코-미국 전쟁 이후 1848년에 이 영토를 합병했을 때, 영어를 사용 하는 정착민들은 나바호 어린이들이 학교에 다니는 것을 허용했다. 어떤 경우에는 미국이 나바호족과 다른 아메리카 원주민 어린이들을 위해 별도의 학교를 설립하기도 했다. 19세기 후반에는 종종 종교 선교 단체가 운영하는 기숙 학교를 설립했다. 아이들을 문화에 적응시키려는 노력의 일환으로 학교 당국은 아이들에게 영어를 말하고 기독교 신앙을 실천하는 법을 배우라고 주장했다. 학생들은 나바호어를 말할 경우 처벌로 잿물 비누로 입을 헹구는 일이 일상적으로 이루어졌다. 결과적으로, 이 학생들은 자라서 자녀를 낳았을 때 처벌을 피하기 위해 나바호어를 가르치지 않는 경우가 많았다.

### 활성화 및 현황
2018년 10월 5일, 인기 언어 학습 앱인 듀오링고에서 나바호어 코스의 초기 베타 버전이 출시되었다.

## 같이 보기
- 나바호족
- 인디언 보호구역 (Indian reservation)

- 나바호 네이션 (Navajo Nation)

- 듀오링고